# Rocasaurus
Rocasaurus („ještěr z města General Roca“) byl rod menšího sauropodního dinosaura, představitele skupiny Titanosauria. Žil v období pozdní křídy (asi před 80 nebo spíše 73 až 67 miliony let) na území dnešní Jižní Ameriky (Argentina, provincie Río Negro).

## Popis
Na poměry sauropodních dinosaurů byl velmi malým zástupcem, neboť dosahoval délky pouze kolem 8 metrů. Typový druh Rocasaurus muniozi byl formálně popsán roku 2000.
Blízce příbuzným taxonem byl brazilský druh Ibirania parva.